# 頭圍堡
頭圍堡，是台灣北部自清治時期至日治初期的一個行政區劃，其範圍包括今宜蘭縣的頭城鎮全部、礁溪鄉北端一小塊地區及及壯圍鄉北部一小塊地區。
頭圍堡東邊瀕臨太平洋，南邊為民壯圍堡、四圍堡，西邊為蕃地、文山堡，北邊為三貂堡。

## 管轄街庄
頭圍堡共轄17個街庄：
- 今頭城鎮境內：福成庄、金面庄、中崙庄、下埔庄、二圍庄、頭圍街、拔雅林庄、新興庄、龜山庄、大坑罟庄、三抱竹庄、港澳庄、梗枋庄、大溪庄、大里簡庄
- 今礁溪鄉境內：白石腳庄
- 今壯圍鄉境內：大福庄